# Andreea Ehritt-Vanc
Andreea Ehritt-Vanc (* 6. Oktober 1973 in Timișoara) ist eine ehemalige rumänische Tennisspielerin.

## Karriere
Ehritt-Vanc, die nach Angaben der WTA im Alter von acht Jahren mit dem Tennissport begann, bevorzugte den Sandplatz. Ihren ersten WTA-Titel gewann sie 2005 dann auch beim Sandplatzturnier im französischen Straßburg. Sie besiegte an der Seite ihrer Doppelpartnerin Rosa María Andrés Rodríguez die Paarung Marta Domachowska und Marlene Weingärtner mit 6:3, 6:1. Den zweiten und letzten WTA-Titel sicherte sie sich 2007 in Portugal, wiederum auf Sand, zusammen mit Anastassija Rodionowa.

## Turniersiege

### Einzel
| Nr. | Datum          | Turnier           | Kategorie   | Belag | Finalgegnerin       | Ergebnis           |
| --- | -------------- | ----------------- | ----------- | ----- | ------------------- | ------------------ |
| 1.  | September 1991 | Capua             | ITF $10.000 | Sand  | Eva Haslinghuis     | 6:2, 6:4           |
| 2.  | August 1992    | La Spezia         | ITF $10.000 | Sand  | Laura Lapi          | 6:4, 6:2           |
| 3.  | September 1992 | Massa             | ITF $10.000 | Sand  | Květa Hrdličková    | 6:1, 6:2           |
| 4.  | Juni 1997      | Mailand           | ITF $10.000 | Rasen | Marijana Kovačević  | 6:2, 6:3           |
| 5.  | Juli 1997      | Sezze             | ITF $10.000 | Sand  | Maria Paola Zavagli | 6:4, 0:6, 6:2      |
| 6.  | September 1997 | Fano              | ITF $10.000 | Sand  | Emanuela Zardo      | 6:3, 7:5           |
| 7.  | August 1998    | Mascali           | ITF $10.000 | Sand  | Mireille Dittmann   | 2:6, 6:3, 6:1      |
| 8.  | September 1998 | Reggio Calabria   | ITF $10.000 | Sand  | Stefanie Haidner    | 7:5, 6:3           |
| 9.  | November 1998  | Suzano            | ITF $10.000 | Sand  | Laura Dell’Angelo   | 6:4, 6:3           |
| 10. | Oktober 2000   | Fiumicino         | ITF $10.000 | Sand  | Maret Ani           | 4:1, 4:1, 3:5, 4:1 |
| 11. | April 2001     | Quartu Sant’Elena | ITF $10.000 | Sand  | Paulina Slitrova    | 6:3, 6:3           |
| 12. | Mai 2001       | Casale            | ITF $10.000 | Sand  | Raissa Gurewitsch   | 6:3, 6:4           |
| 13. | Juni 2002      | Galatina          | ITF $25.000 | Sand  | Oksana Karyshkova   | 6:2, 6:2           |

### Doppel
| Nr. | Datum          | Turnier       | Kategorie    | Belag     | Partnerin                   | Finalgegnerinnen                              | Ergebnis            |
| --- | -------------- | ------------- | ------------ | --------- | --------------------------- | --------------------------------------------- | ------------------- |
| 1.  | Juli 1995      | Vigo          | ITF $25.000  | Sand      | Kirstin Freye               | Estefanía Bottini Gala León García            | 2:6, 6:3, 6:3       |
| 2.  | August 1995    | Catania       | ITF $10.000  | Sand      | Vanina Casanova             | Natalie Frawley Jenny-Ann Fetch               | 6:3, 6:3            |
| 3.  | Juli 1996      | Sezze         | ITF $10.000  | Sand      | Francesca Guardigli         | Gabriella Boschiero Veronica Stele            | 0:6, 6:2, 6:3       |
| 4.  | Juli 1996      | Fiumicino     | ITF $10.000  | Sand      | Teodora Nedewa              | Gabriella Boschiero Sara Ventura              | 6:0, 6:3            |
| 5.  | Februar 1997   | Mallorca      | ITF $10.000  | Sand      | Cristina Salvi              | Alice Canepa Sara Venture                     | 6:0, 6:3            |
| 6.  | Februar 1997   | Mallorca      | ITF $10.000  | Sand      | Cristina Salvi              | Viviana Mracnová Martina Ondrejková           | 6:2, 6:1            |
| 7.  | Juni 1997      | Camucia       | ITF $10.000  | Hartplatz | Cristina Salvi              | Antonella Serra Zanetti Maria-Paola Zavagli   | 6:4, 6:1            |
| 8.  | September 1997 | Fano          | ITF $10.000  | Sand      | Federica Fortuni            | Jenny-Ann Fetch Trudi Musgrave                | 6:1, 6:4            |
| 9.  | Juli 1998      | Fiumicino     | ITF $10.000  | Sand      | Alessio Lombardi            | Adrienn Hegedűs Tomoe Hotta                   | 6:2, 6:4            |
| 10. | Oktober 2000   | Verona        | ITF $25.000  | Sand      | Maria Elena Camerin         | Eugenia Chialvo Lourdes Domínguez Lino        | 7:64, 6:2           |
| 11. | Oktober 2000   | Ciampino      | ITF $10.000  | Sand      | Adriana Burz                | Asimina Kaplani Maria Pavlidou                | 4:2, 4:65, 4:2, 4:1 |
| 12. | Februar 2001   | Mallorca      | ITF $10.000  | Sand      | Germana Di Natale           | Raissa Gurewitsch Dinara Safina               | 7:5, 3:6, 6:4       |
| 13. | April 2001     | Cagliari      | ITF $10.000  | Sand      | Giulia Meruzzi              | Wera Swonarjowa Aleksandra Srndovic           | 6:1, 6:3            |
| 14. | Juni 2002      | Galatina      | ITF $25.000  | Sand      | Edina Gallovits             | Bahia Mouhtassine Sylvia Plischke             | 6:3, 6:2            |
| 15. | Juli 2002      | Orbetello     | ITF $50.000  | Sand      | Maret Ani                   | Jewgenija Kulikowskaja Jekaterina Syssojewa   | 6:3, 1:6, 6:1       |
| 16. | August 2002    | Brindisi      | ITF $25.000  | Sand      | Flavia Pennetta             | Ľubomíra Kurhajcová Lenka Němečková           | 6:3, 6:2            |
| 17. | September 2002 | Fano          | ITF $50.000  | Sand      | Flavia Pennetta             | Gjulnara Fattachetdinowa Darja Kustawa        | 7:5, 6:3            |
| 18. | September 2002 | Bordeaux      | ITF $75.000  | Sand      | Flavia Pennetta             | Sarah Stone Samantha Stosur                   | 6:3, 7:5            |
| 19. | September 2002 | Lecce         | ITF $25.000  | Sand      | Edina Gallovits             | Rosa María Andrés Rodríguez Elisa Balsamo     | 6:75, 6:3, 6:3      |
| 20. | Mai 2004       | Saint-Gaudens | ITF $50.000  | Sand      | Ruxandra Dragomir           | Marta Domachowska Natalia Gussoni             | 6:3, 6:1            |
| 21. | Mai 2004       | Caserta       | ITF $25.000  | Sand      | Rosa María Andrés Rodríguez | Giulia Casoni Vladimíra Uhlířová              | 6:1, 4:6, 6:4       |
| 22. | Juli 2004      | Grado         | ITF $25.000  | Sand      | Rosa María Andrés Rodríguez | Klaudia Jans Alicja Rosolska                  | 6:2, 6:2            |
| 23. | Juni 2004      | Gorizia       | ITF $25.000  | Sand      | Ruxandra Dragomir           | Martina Müller Angelika Roesch                | 7:67, 6:2           |
| 24. | September 2004 | Fano          | ITF $50.000  | Sand      | Delia Sescioreanu           | Mervana Jugić-Salkić Darija Jurak             | 7:5, 1:6, 6:2       |
| 25. | 21. Mai 2005   | Straßburg     | WTA Tier III | Sand      | Rosa María Andrés Rodríguez | Marta Domachowska Marlene Weingärtner         | 6:3, 6:1            |
| 26. | 6. Mai 2007    | Oeiras        | WTA Tier IV  | Sand      | Anastassija Rodionowa       | Lourdes Domínguez Lino Arantxa Parra Santonja | 6:3, 6:2            |

## Abschneiden bei Grand-Slam-Turnieren

### Einzel
| Turnier         | 1999 | 2000 | 2001 | 2002 | 2003 | 2004 | Karriere |
| --------------- | ---- | ---- | ---- | ---- | ---- | ---- | -------- |
| Australian Open | Q3   | Q1   | —    | Q1   | Q3   | Q1   | —        |
| French Open     | —    | —    | —    | —    | Q1   | —    | —        |
| Wimbledon       | —    | —    | —    | —    | Q3   | —    | —        |
| US Open         | —    | —    | —    | —    | Q2   | —    | —        |

Zeichenerklärung: S = Turniersieg; F, HF, VF, AF = Einzug ins Finale / Halbfinale / Viertelfinale / Achtelfinale; 1, 2, 3 = Ausscheiden in der 1. / 2. / 3. Hauptrunde; Q1, Q2, Q3 = Ausscheiden in der 1. / 2. / 3. Runde der Qualifikation; n. a. = nicht ausgetragen

### Doppel
| Turnier         | 2002 | 2003 | 2004 | 2005 | 2006 | 2007 | Karriere |
| --------------- | ---- | ---- | ---- | ---- | ---- | ---- | -------- |
| Australian Open | 1    | 2    | 1    | AF   | 2    | 1    | AF       |
| French Open     | 1    | 1    | —    | AF   | 2    | 2    | AF       |
| Wimbledon       | 1    | 2    | —    | 1    | 2    | 1    | 2        |
| US Open         | —    | 1    | 1    | 2    | 2    | 1    | 2        |

### Mixed
| Turnier         | 2005 | 2006 | 2007 | Karriere |
| --------------- | ---- | ---- | ---- | -------- |
| Australian Open | —    | —    | 1    | 1        |
| French Open     | —    | —    | —    | —        |
| Wimbledon       | 1    | 1    | —    | 1        |
| US Open         | —    | 1    | —    | 1        |